# Praktikus számok
A számelmélet területén egy pozitív egész szám akkor tartozik a praktikus számok vagy pánaritmikus számok közé, ha egymástól különböző osztóinak összegével az összes nála kisebb pozitív egész szám kifejezhető. Például a 12 praktikus szám, mert 1-től 11-ig a számok kifejezhetők 12 osztóinak, tehát az 1, 2, 3, 4, 6 összegeként (beleértve magukat az osztókat): 5 = 3 + 2, 7 = 6 + 1, 8 = 6 + 2, 9 = 6 + 3, 10 = 6 + 3 + 1 és 11 = 6 + 3 + 2.
A praktikus számok sorozata (A005153 sorozat az OEIS-ben) így kezdődik:
1, 2, 4, 6, 8, 12, 16, 18, 20, 24, 28, 30, 32, 36, 40, 42, 48, 54, 56, 60, 64, 66, 72, 78, 80, 84, 88, 90, 96, 100, 104, 108, 112, 120, 126, 128, 132, 140, 144, 150....
A praktikus számok megjelentek Fibonacci 1202-ben íródott Liber Abaci-jében, racionális számok egyiptomi törtekkel való kifejezésével kapcsolatban. Fibonacci formálisan nem definiálta a praktikus számok fogalmát, de táblázatában megjelennek a praktikus nevezőjű törtek egyiptomi törtekkel való kifejezései.
Maga a „praktikus szám” kifejezés (Srinivasan 1948)-nak köszönhető, aki először próbálta meg osztályozni ezeket a számokat, amit aztán (Stewart 1954) és (Sierpiński 1955) fejezett be. Karakterizációjuk alapján egyszerűen eldönthető egy szám praktikussága prímtényezős felbontásuk alapján. Minden páros tökéletes szám és minden kettőhatvány is praktikus szám.
A praktikus számok több jellemzőjük alapján analógiát mutatnak a prímszámokkal.

## A praktikus számok karakterizációja
Ahogy (Stewart 1954) és (Sierpiński 1955) megmutatták, egy szám praktikus volta egyszerűen eldönthető prímfelbontása alapján.
Legyen {\displaystyle n>1} pozitív egész szám prímtényezős felbontása {\displaystyle n=p_{1}^{\alpha _{1}}...p_{k}^{\alpha _{k}}} (ahol a prímek sorba vannak rendezve, {\displaystyle p_{1}<p_{2}<\dots <p_{k}}); ebben az esetben {\displaystyle n} akkor és csak akkor praktikus szám, ha minden {\displaystyle p_{i}} prímtényezője kellően kicsi ahhoz, hogy {\displaystyle p_{i}-1} kifejezhető legyen a kisebb osztók összegeként. Ahhoz, hogy ez teljesüljön, az első {\displaystyle p_{1}} prímnek 2-nek kell lennie, és minden i-re 2 és k között, minden további {\displaystyle p_{i}}-nek teljesítenie kell a következő egyenlőtlenséget:
{\displaystyle p_{i}\leq 1+\sigma (p_{1}^{\alpha _{1}}p_{2}^{\alpha _{2}}\dots p_{i-1}^{\alpha _{i-1}})=1+\prod _{j=1}^{i-1}{\frac {p_{j}^{\alpha _{j}+1}-1}{p_{j}-1}},}
ahol {\displaystyle \sigma (x)} jelöli x osztóinak összegét. Például 2 × 3² × 29 × 823 = 429606 praktikus szám, mivel a fenti egyenlőtlenség igaz mindegyik prímtényezőjére: 3 ≤ σ(2)+1 = 4, 29 ≤ σ(2 × 3²)+1 = 40 és 823 ≤ σ(2 × 3² × 29)+1=1171. Ez a karakterizáció kiterjeszti (Srinivasan 1948) részleges klasszifikációját.
A fenti feltétel szükséges és elégséges feltétele annak, hogy egy szám praktikus legyen. Egyrészt, a feltétel szükséges ahhoz, hogy a {\displaystyle p_{i}-1} kifejezhető legyen n osztóinak összegeként, mivel ha az egyenlőtlenség nem teljesül, akkor az összes kisebb osztót összeadva sem érné el az összeg a {\displaystyle p_{i}-1}-et. Másrészt, a feltétel elégséges is, ami indukcióval megmutatható.
Ennél jóval erősebb állítást fogunk bizonyítani: ha n prímtényezős felbontása kielégíti a fenti feltételeket, akkor bármely {\displaystyle m\leq \sigma (n)} kifejezhető n osztóinak összegeként, a következő lépésekben:
- Legyen {\displaystyle q=\min\{\lfloor m/p_{k}^{\alpha _{k}}\rfloor ,\sigma (n/p_{k}^{\alpha _{k}})\}} és legyen {\displaystyle r=m-qp_{k}^{\sigma _{k}}}.
- Mivel {\displaystyle q\leq \sigma (n/p_{k}^{\alpha _{k}})} és {\displaystyle n/p_{k}^{\alpha _{k}}} indukcióval igazolhatóan praktikus számok, ezért q kifejezhető {\displaystyle n/p_{k}^{\alpha _{k}}} osztóösszegeként.
- Mivel {\displaystyle r\leq \sigma (n)-p_{k}^{\alpha _{k}}\sigma (n/p_{k}^{\alpha _{k}})=\sigma (n/p_{k})}, és mivel {\displaystyle n/p_{k}} indukcióval igazolhatóan praktikus, r felírható {\displaystyle n/p_{k}} osztóinak összegeként.
- Az r-et reprezentáló osztók, együtt {\displaystyle p_{k}^{\alpha _{k}}}-szor a q-t reprezentáló minden egyes osztóval együtt alkotják m reprezentációját mint n osztóinak összege.

## Tulajdonságaik
- Az egyetlen páratlan praktikus szám az 1, mivel ha n > 2 páratlan szám, akkor 2 nem fejezhető ki n osztóinak összegeként. Ennél erősebb (Srinivasan 1948) megfigyelése, miszerint 1 és 2 kivételével minden praktikus szám osztható 4-gyel és/vagy 6-tal.
- Két praktikus szám szorzata is praktikus szám.[4] Ennél erősebb kitétel, hogy bármely két praktikus szám legkisebb közös többszöröse is praktikus szám.
- A praktikus számok halmaza szorzásra nézve zárt.
- Stewart és Sierpiński fenti karakterizációjából látható az is, hogy ha n praktikus szám, aminek d az egyik osztója, akkor n·d is praktikus szám.
- A praktikus számok közül megkülönböztethetjük a primitív praktikus számokat. A primitív praktikus számok olyan praktikus számok, melyek vagy négyzetmentes számok, vagy elosztva valamely 1-nél nagyobb kitevőjű prímosztójukkal a hányados már nem ad praktikus számot. A primitív praktikus számok sorozata (A267124 sorozat az OEIS-ben) így kezdődik:

1, 2, 6, 20, 28, 30, 42, 66, 78, 88, 104, 140, 204, 210, 220, 228, 260, 272, 276, 304, 306, 308, 330, 340, 342, 348, 364, 368, 380, 390, 414, 460...

## Kapcsolatuk más számcsoportokkal
Számos említésre méltó egész számhalmaz létezik, ami kizárólag praktikus számokból áll:
- Abból, hogy ha n praktikus szám, aminek d az egyik osztója, akkor n·d is praktikus szám, következik, hogy 2 és 3 minden hatványának hatszorosa is praktikus szám.
- Minden kettőhatvány praktikus szám.[5] Kettő hatványai triviálisan kielégítik a prímfelbontási követelményeket: a prímtényezős felbontásukban egyedül szereplő p1 a feltételek szerint megegyezik kettővel.
- Minden páros tökéletes szám is praktikus szám.[5] Ez következik Leonhard Euler eredményéből, miszerint minden páros tökéletes szám felírható 2n − 1(2n − 1) alakban. A felbontás páratlan része megegyezik a páros rész osztóösszegével, így minden ilyen szám páratlan prímosztója legfeljebb a páros rész osztóösszege lehet. Ezért a szám kielégíti a praktikus számok követelményeit.
- Minden primoriális (az első valahány prímszám szorzata) praktikus szám.[5] Az első két primoriálisra, 2-re és 6-ra ez egyértelmű. A többi primoriálist úgy képezzük, hogy egy pi prímszámot összeszorzunk egy kisebb primoriálissal, ami osztható 2-vel és a következő legkisebb prímszámmal, pi − 1-gyel. A Bertrand-posztulátum alapján pi < 2pi − 1, tehát a primoriális minden rákövetkező prímtényezője kisebb az előző primoriális valamely osztójánál. Indukcióval belátható, hogy minden primoriális megfelel a praktikus számok karakterizációjának.
- A primoriálisokat általánosítva, bármely szám, ami az első k prímszám nemnulla hatványának szorzatából áll elő, szintén praktikus szám. Ebbe beletartoznak a Rámánudzsan által definiált erősen összetett számok (számok, melyeknek több osztójuk van a náluk kisebb összes számnál) és a faktoriális számok is.[5]

## Praktikus számok és egyiptomi törtek
Ha n praktikus szám, akkor bármely m/n alakú racionális szám kifejezhető a ∑di/n összeggel, ahol minden di az n-nek különböző osztója. Az összeg minden tagja egységtörtté egyszerűsíthető, ezért az összeg megfelel m/n egyiptomi törtként való kifejezésének. Például:
{\displaystyle {\frac {13}{20}}={\frac {10}{20}}+{\frac {2}{20}}+{\frac {1}{20}}={\frac {1}{2}}+{\frac {1}{10}}+{\frac {1}{20}}.}
Fibonacci 1202-es Liber Abaci-jében számos módszert ír le racionális számok egyiptomi törtként való felírására. Ezek közül az első annak vizsgálata, hogy a szám esetleg máris egységtört, de a másodikban megkísérli kifejezni a számlálót a nevező osztóinak összegeként; ez a módszer csak akkor ad garantáltan eredményt, ha a nevező praktikus szám. Fibonacci táblázatokat készített az olyan törtekhez, ahol a számláló a 6, 8, 12, 20, 24, 60 és 100 praktikus számok egyike.
(Vose 1985) megmutatta, hogy minden x/y alakú szám kifejezhető legfeljebb {\displaystyle \scriptstyle O({\sqrt {\log y}})} tagból álló egyiptomi tört alakban. A bizonyítás részeként praktikus számok ni sorozatát keressük azzal a tulajdonsággal, hogy minden ni-nél kisebb szám felírható az ni szám {\displaystyle \scriptstyle O({\sqrt {\log n_{i-1}}})} különböző osztójának összegeként. Ekkor úgy választjuk meg i-t, hogy ni − 1 < y ≤ ni és xni-t y-nal elosztva q-t kapunk r maradékkal. Az előző választásainkból következik, hogy {\displaystyle \scriptstyle {\frac {x}{y}}={\frac {q}{n_{i}}}+{\frac {r}{yn_{i}}}}. A jobb oldal számlálóit kibontva ni osztóösszegeinek alakjába megkapjuk a kívánt egyiptomi tört-alakot. (Tenenbaum & Yokota 1990) hasonló technikát alkalmaz, de praktikus számok egy másik sorozatát használja annak megmutatására, hogy minden x/y alakú szám felírható egyiptomi tört alakban oly módon, hogy a legnagyobb nevező {\displaystyle \scriptstyle O({\frac {y\log ^{2}y}{\log \log y}})}.
Szun Cse-vej 2015. szeptemberi sejtése szerint bármely pozitív racionális szám felírható véges számú praktikus szám reciprokösszegeként, tehát olyan egyiptomi törtkifejezésként, ahol minden nevező praktikus szám. A sejtés bizonyítása David Eppstein blogján olvasható.

## Prímszámokkal való analógiák
A praktikus számok iránti érdeklődés egyik oka, hogy számos tulajdonságukban hasonlítanak a prímszámokra. Valóban, léteznek a Goldbach-sejtésnek és az ikerprím-sejtésnek analógiái praktikus számokra nézve: minden pozitív egész szám felírható két praktikus szám összegeként, illetve végtelen számú x − 2, x, x + 2 alakú praktikusszám-triplet létezik. Melfi megmutatta, hogy végtelen számú praktikus Fibonacci-szám létezik (A124105 sorozat az OEIS-ben); az analóg kérdés, hogy létezik-e végtelen számú Fibonacci-prím, még eldöntetlen. (Hausman & Shapiro 1984) megmutatta, hogy bármely pozitív valós x-re létezik praktikus szám az [x²,(x + 1)²] intervallumban, ami analóg a prímszámokra vonatkozó Legendre-sejtéssel.
Jelölje p(x) a legfeljebb x nagyságú praktikus számok számát.
(Margenstern 1991) sejtése szerint p(x) aszimptotikusan egyenlő cx/log x-szel valamely c konstansra, ami a prímszámtételre emlékeztető képlet. A képlet megerősíti (Erdős & Loxton 1979) sejtését, miszerint a praktikus számok zéró sűrűséggel helyezkednek el az egészek között.
(Saias 1997) bizonyította, hogy megfelelő c1 és c2 konstansokra:
{\displaystyle c_{1}{\frac {x}{\log x}}<p(x)<c_{2}{\frac {x}{\log x}},}
Végül (Weingartner 2015) bizonyította Margenstern sejtését, megmutatva, hogy
{\displaystyle p(x)={\frac {cx}{\log x}}\left(1+O\!\left({\frac {\log \log x}{\log x}}\right)\right),}
ha {\displaystyle x\geq 3} és a konstans {\displaystyle c>0}.

## Egyéb sejtések
Szun Cse-vej 2013-as sejtése szerint az {\displaystyle a(n)^{(1/n)}} (n = 3, 4,...) sorozat szigorúan monoton csökkenő, határértéke 1.
Szun Cse-vej 2015-ös sejtése szerint bármely r pozitív racionális számhoz léteznek olyan, páronként különböző q(1)..q(k) praktikus számok, melyekre igaz, hogy {\displaystyle r=\sum _{j=1..k}{\frac {1}{q(j)}}.} 
Például 2 = 1/1 + 1/2 + 1/4 + 1/6 + 1/12, ahol 1, 2, 4, 6 és 12 praktikus számok, vagy 10/11 = 1/2 + 1/4 + 1/8 + 1/48 + 1/132 + 1/176, ahol 2, 4, 8, 48, 132 és 176 praktikus számok.